# أحمد الحوسني
أحمد حمدان الحوسني (مواليد 1 يوليو 1995) لاعب كرة قدم إماراتي يجيد اللعب كحارس مرمى مع نادي خورفكان معار من نادي بني ياس.
كانت بداياته مع نادي الوحدة و لعب بعدها في نادي دبا الفجيرة ونادي العروبة و عاد إلى نادي دبا الفجيرة في موسم 2019 و انتقل إلى نادي بني ياس في صيف 2020 و أعير =إلى نادي العروبة في عام 2021 و انتقل إلى نادي خورفكان في عام 2022.